# Kamin-Kashyrskyi
Kamin-Kashyrskyi (em ucraniano:  Камінь-Каширський, em polonês/polaco:  Kamień Koszyrski, em russo:  Камень-Каширский) é uma cidade da Ucrânia, situada no Oblast de Volínia. Tem 7,64 km² de área e sua população em 2020 foi estimada em 12.477 habitantes.